# کریس هوندروس
کریس هوندروس (انگلیسی: Chris Hondros؛ ۱۴ مارس ۱۹۷۰ – ۲۰ آوریل ۲۰۱۱) یک عکاس، و عکاس جنگ اهل ایالات متحده آمریکا بود.